# Def Leppard

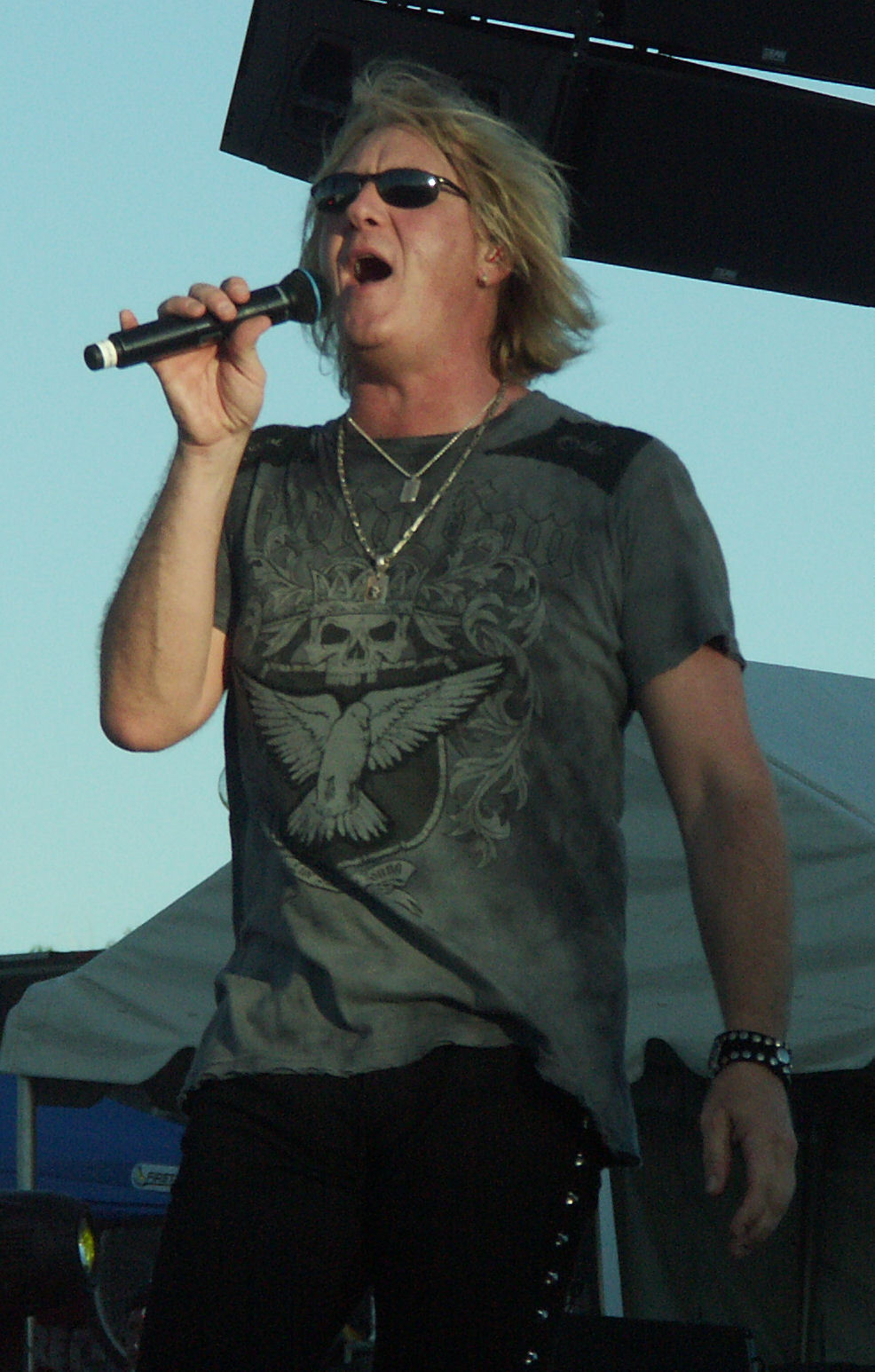
Joe Elliott

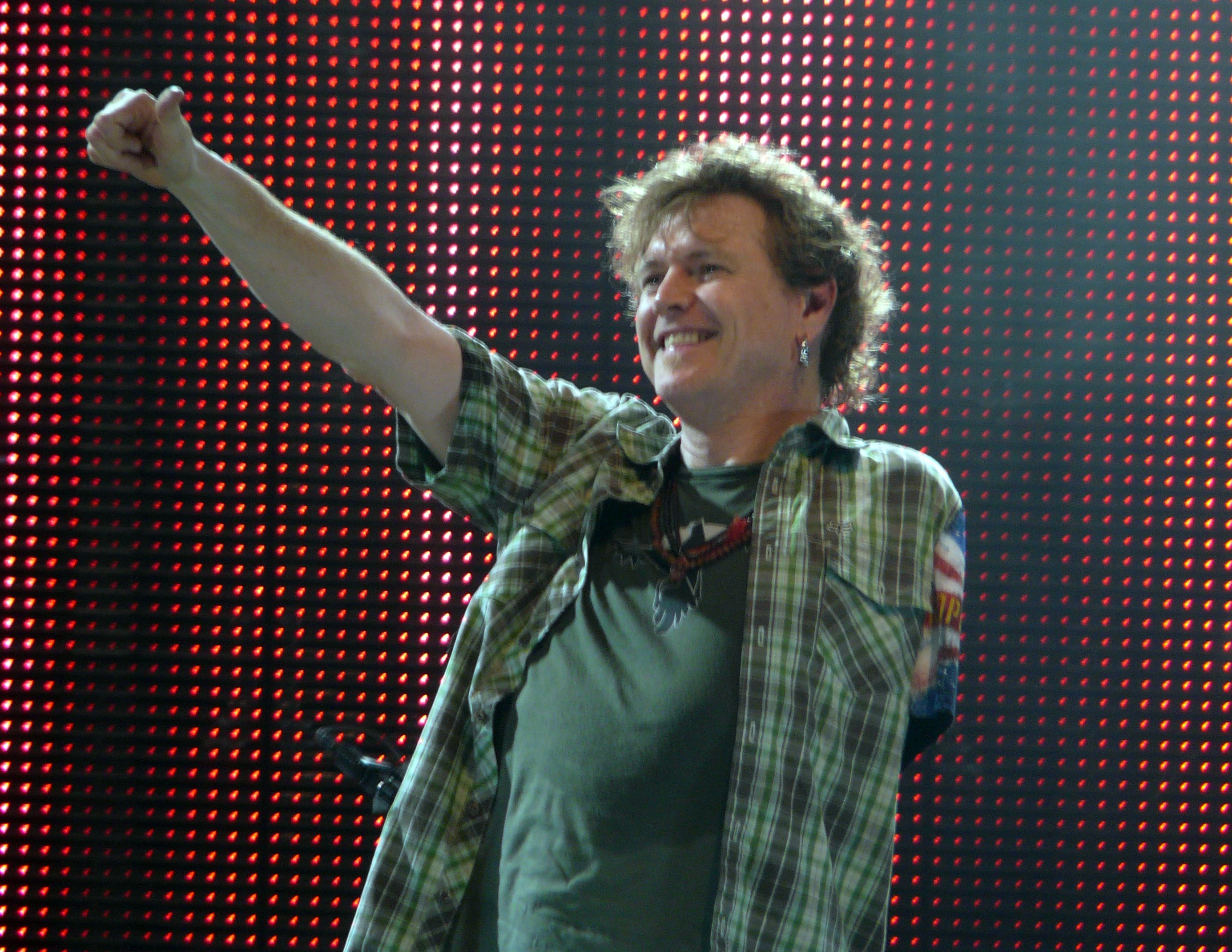
Rick Allen

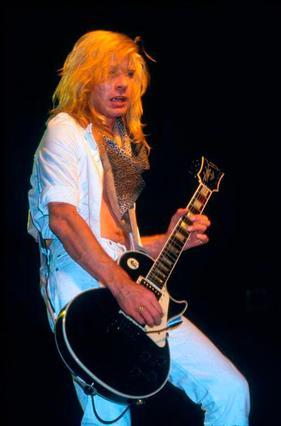
Steve Clark

Def Leppard é uma banda de rock formada na cidade de Sheffield, Inglaterra, em 1977. Fez parte da geração chamada NWOBHM, porém tem outros estilos, como hard rock. É considerada uma das bandas mais populares do mundo e já vendeu mais de 100 milhões de álbuns mundialmente.

## História

### Origens
Rick Savage (baixo), Pete Willis (guitarra) e Tony Kenning (bateria) formaram, em 1977, uma banda chamada Atomic Mass, que seria o embrião do Def Leppard. Joe Elliott surgiu como guitarrista, mas, após um teste, ficou decidido que ficaria apenas com os vocais. Mudam seu nome para Deaf Leopard (do inglês, "Leopardo Surdo"), mas por sugestão de Tony Kenning, modificam o nome para Def Leppard. Até hoje dizem que essa mudança de nome foi para soar parecido com o nome de outra grande banda, o Led Zeppelin. O Def Leppard sempre negou o fato, embora jamais tenham escondido seu respeito e admiração pela banda. Steve Clark se junta ao grupo em 1978 ao mesmo tempo em que Tony Kenning deixa o grupo. É substituído por Frank Noon, que fica pouco tempo, sendo por sua vez substituído pelo jovem baterista Rick Allen, de apenas quinze anos. Nesse mesmo ano gravam um EP homônimo (que conta com a participação de Noon) e são aclamados como uma das maiores bandas da New Wave of British Heavy Metal.

### Primeiros discos
Seu primeiro disco, On Through the Night, de 1980, estabelece-se entre as quinze mais das paradas de sucesso britânicas e abrem concertos de Pat Traves, AC/DC e Ted Nugent. Chamam a atenção do produtor do AC/DC, Robert John "Mutt" Lange, que decide produzir o álbum seguinte, High 'n' Dry, de 1981. O álbum tem canções consideradas clássicas do grupo tais como "Let It Go", "Another Hit And Run" e "No, No, No". A canção "Bringin' on the Heartbreak" (que seria regravada em 2003 pela cantora Mariah Carey), do mesmo álbum, torna-se a primeira balada heavy metal a tocar na MTV. Pete Willis sai da banda devido a problemas com alcoolismo e é substituído por Phil Collen, da banda Girl. E é com Collen que o grupo grava o álbum que o tornaria famoso mundialmente, Pyromania.

### Sucesso mundial e tragédia
Pyromania, de 1983, é um sucesso estrondoso. Canções como "Rock! Rock! Till You Drop", "Photograph", "Foolin'", "Rock of Ages", "Too Late for Love" e "Die Hard The Hunter" tornam-se verdadeiros hinos entre os fãs. O vídeo musical da canção "Photograph", tema dedicado à diva Marilyn Monroe, torna-se o mais pedido na MTV, superando o da canção "Beat It", de Michael Jackson. Uma pesquisa do instituto Gallup aponta a banda como a mais popular nos Estados Unidos e são também considerados a banda mais popular na Inglaterra, a sua pátria onde inicialmente não eram bem aceitos. São convidados para tocar no festival Rock in Rio, que se realizaria em 1985 na cidade do Rio de Janeiro, mas como não haviam finalizado o álbum seguinte, Hysteria, eles não fecharam a vinda ao Rock in Rio. Havia uma grande expectativa, tanto dos fãs quanto da própria banda a respeito dessas apresentações na famosa cidade brasileira. No final de dezembro de 1984, o baterista Rick Allen sofre um terrível acidente de carro e tem o braço esquerdo amputado. Os médicos tentam o reimplante do membro, mas sem sucesso. Todos os compromissos profissionais são imediatamente cancelados e a banda se retira por quatro anos.

### A volta e nova tragédia
Após cinco anos sem gravar, o Def Leppard retorna com o álbum Hysteria, em 1987. É o disco de maior sucesso da banda, com mais de vinte milhões de cópias vendidas (principalmente nos Estados Unidos e Inglaterra). Rick Allen participa das gravações com uma bateria especial na qual os controles de ritmo estão todos nos pés. Esse álbum conseguiu a façanha de emplacar sete hits, dentre eles "Armageddon It", "Animal", "Women", a faixa-título, a balada "Love Bites" e "Pour Some Sugar on Me", que virou hit em boates pornográficas dos EUA. Depois desse enorme sucesso, o Def Leppard só lançaria um novo disco em 1992. Porém, uma nova tragédia aguardava a banda: em 1991, o guitarrista Steve Clark morre devido ao seu problema de alcoolismo.

### A segunda volta
O novo álbum, Adrenalize, é lançado em 1992 e é outro sucesso. Na ocasião, o grupo decidiu não colocar ninguém para substituir Clark sendo que o guitarrista Phil Collen toca no álbum os trechos de Clark além dos seus próprios. Porém, essa decisão seria revista e é chamado o guitarrista Vivian Campbell (que tocara anteriormente com Dio e Whitesnake) para o lugar do falecido Clark. A primeira aparição do Vivian é no concerto de tributo ao Freddie Mercury (vocalista do Queen). A partir daí, vem um período de calma e sucesso na história do grupo. Em 1993, lançam o álbum Retro-Active, um misto de faixas inéditas com lados B. Deste álbum, como tema original é lançada a canção "Two Steps Behind" que viria a ser escolhida como uma das doze faixas musicais da banda sonora do filme Last Action Hero com a participação do actor Arnold Schwarzenegger. Deste álbum, uma curiosidade para os fãs portugueses, o tema inicial "Desert Song" é escrito pelo Joe Elliot num dia de descanso em Portugal, por ocasião da tourné europeia "7-Day Weekend Tour", concerto realizado no agora inexistente Pavilhão do Dramático de Cascais, "santuário" de inúmeras bandas de hard rock e metal. Vault: Def Leppard's Greatest Hits, de 1995, é a primeira antologia do grupo e que vende muito bem. Neste álbum consta apenas um tema original, uma balada denominada "When Love & Hate Collide".

### Mudança de estilo e de volta às raízes
Em 1996, lançam o álbum Slang, saindo das raízes do hard rock/heavy metal e incorporando um som mais voltado ao rock alternativo, estilo que estava em alta na época. Segundo a própria banda, é um álbum mais pessoal, o mais íntimo. Deste álbum são lançados, entre outros, os singles Slang, o mais comercial dos temas e Work It Out, tema escrito por Vivian Campbell, sendo este álbum o primeiro com a sua participação activa. Ainda reflexo do lançamento deste álbum, a banda decide bater um recorde. Entrar para o livro dos recordes "Guinness" através de três concertos em três continentes diferentes num espaço de um dia, e esse recorde é obtido. Munidos de guitarras acústicas e um mini kit de bateria a banda parte para Marrocos, Tanger, cidade que acolheu o primeiro dos três concertos pelas 00h00, depois seguiu-se Londres onde tocaram por volta do meio-dia e para finalizar, partiram em direcção ao Canadá, Vancouver recebeu o último dos três concertos pelas 22h50. Assim terminava o projecto "Vaulting The World". Puxado pelo sucesso "Promises" e a balada "Goodbye", é lançado, em 1999, o álbum Euphoria, que faz uma espécie de "volta às raízes", saciando a sede de rock pesado dos velhos fãs e conquistando novos. Neste álbum, o tema "Demolition Man" conta com a colaboração num solo final de guitarra do antigo piloto de Fórmula 1, Damon Hill.

### Século XXI
A produtora de filmes para a televisão a cabo estadunidense VH1, lança, no ano de 2001, o filme Hysteria: A História do Def Leppard. Como diz o título, o filme conta a história do grupo (ainda que parcialmente) no período de 1977 até 1986, com destaque para as tragédias de Rick Allen e Steve Clark. Após três anos sem gravar, já parece promessa demorarem tanto tempo a lançar um álbum, lançam em 2002 o álbum X. Este último talvez seja o que mais faça recordar em termos de som, os álbuns Hysteria e Adrenalize. Com o tema de lançamento "Now", elaboram um vídeo que retrata de certa forma a vida de mão para mão de uma camiseta dos Def Leppard, a sua própria vida e daqueles que dela fazem parte. Para não variar, mais uma poderosa balada que dá origem a um compacto, "Long Long Way To Go", que segundo Joe Elliot é desde a balada "Love Bites" (álbum Hysteria) a que mais exigiu de si, da sua voz. Em 2004 lançam um novo Best Of, com esse mesmo título, não sendo o mesmo lançado nos Estados Unidos da América. Em 2005, sai uma nova antologia: Rock of Ages: The Definitive Collection. Finalmente, em 2006, lançam o álbum Yeah!, com versões de seus velhos ídolos. Entre as faixas está "No Matter What", da banda inglesa Badfinger, que, assim como os Def Leppard, foram marcados por uma história trágica com dois de seus membros - Pete Ham e Tom Evans - tendo cometido suicídio.
A banda terminou uma turnê em parceria com a banda Journey. Seguiu-se o lançamento mundial em 18 de março de 2008, do álbum Songs from the Sparkle Lounge. Em 2011, lançaram seu primeiro álbum ao vivo chamado Mirrorball e em 2013 lançaram outro trabalho ao vivo, o CD duplo mais DVD e Blu-Ray Viva Hysteria, além de a partir de fevereiro de 2014 começarem a trabalhar na gravação de um novo álbum de estúdio. Um novo álbum homônimo, Def Leppard, foi lançado em outubro de 2015..

### Estilo musical e legado
A música do Def Leppard inovou ao trazer uma mistura de elementos do hard rock, pop rock, glam rock e heavy metal, com seus vocais multifacetados e harmônicos, dedilhados constantes mesmo em músicas mais pesadas e riffs de guitarra extremamente melódicos. Entretanto, mesmo tendo sido considerados uma das maiores bandas do movimento da New Wave of British Heavy Metal, em meados da década de 1980 a banda foi associada com a crescente cena glam metal, principalmente devido ao seu sucesso comercial e produção glamourosa. Pyromania tem sido citado como o catalisador para o movimento glam metal dos anos 1980. O Def Leppard, entretanto, expressou seu desagrado à indústria "glam metal", assim como pensaram que a mesma não descreve com precisão seu estilo musical ou aparência.
No lançamento do álbum Hysteria, a banda desenvolveu um som característico mais linear, com ritmo cadenciado, baterias eletrônicas e as guitarras carregadas de efeitos soam revestidas por uma parede multifacetada de vocais roucos e harmonizados. O Def Leppard é uma das cinco bandas de rock que vendeu nos Estados Unidos 10 milhões de discos (cada disco) com dois álbuns originais de estúdio. Os outros são The Beatles, Led Zeppelin, Van Halen e Pink Floyd.

## Discografia
Álbuns de estúdio
- On Through the Night - 1980
- High 'n' Dry - 1981
- Pyromania - 1983
- Hysteria - 1987
- Adrenalize - 1992
- Slang - 1996
- Euphoria - 1999
- X - 2002
- Yeah! - 2006 (álbum somente com covers)
- Songs from the Sparkle Lounge - 2008
- Def Leppard - 2015
- Diamond Star Halos - (2022)

## Integrantes
| - Joe Elliott (vocais) (1977–presente) - Phil Collen (guitarra) (1982–presente) - Vivian Campbell (guitarra) (1992–presente) - Rick Savage (baixo) (1977–presente) - Rick Allen (bateria) (1978–presente) | - Tony Kenning (bateria) (1977–1978) - Pete Willis (guitarra) (1977–1982) - Steve Clark (guitarra) (1978–1991) |